# 1992-es sprint úszó-Európa-bajnokság
Az 1992-es sprint úszó-Európa-bajnokságot december 21-én és 22-én rendezték Espooban, Finnországban. Csak 50 m-es távon voltak versenyek, kivéve a vegyesúszást, amelyen 100 méter volt a táv. Összesen 20 versenyszám volt.

## Éremtáblázat
(A táblázatban a rendező nemzet eltérő háttérszínnel kiemelve.)
| Helyezés | Nemzet         | Arany | Ezüst | Bronz | Összesen |
| 1.       | Németország    | 4     | 7     | 4     | 15       |
| 2.       | Svédország     | 4     | 3     | 0     | 7        |
| 3.       | Finnország     | 3     | 1     | 0     | 4        |
| 4.       | Oroszország    | 1     | 1     | 5     | 7        |
| 5.       | Nagy-Britannia | 1     | 0     | 1     | 2        |
| 6.       | Ukrajna        | 1     | 0     | 0     | 1        |
| 7.       | Hollandia      | 0     | 2     | 0     | 2        |
| 8.       | Lengyelország  | 0     | 0     | 2     | 2        |
| 9.       | Észtország     | 0     | 0     | 1     | 1        |
| 9.       | Horvátország   | 0     | 0     | 1     | 1        |
| Összesen | Összesen       | 14    | 14    | 14    | 42       |

## Érmesek
- ER – Európa-rekord

### Férfi
| Versenyszám              | Arany                        | Arany   | Ezüst                          | Ezüst   | Bronz                             | Bronz   |
| ------------------------ | ---------------------------- | ------- | ------------------------------ | ------- | --------------------------------- | ------- |
| 50 m-es gyorsúszás       | Yuriy Vlasov · Ukrajna       | 22,06   | Mark Pinger · Németország      | 22,32   | Mark Foster · Nagy-Britannia      | 22,38   |
| 50 m-es hátúszás         | Jani Sievinen · Finnország   | 25,07   | Rudi Dollmayer · Svédország    | 25,53   | Patrick Hermanspann · Németország | 25,62   |
| 50 m-es mellúszás        | Vassily Ivanov · Oroszország | 27,25   | Ron Dekker · Hollandia         | 27,67   | Dmitri Volkov · Oroszország       | 27,89   |
| 50 m-es pillangóúszás    | Mark Foster · Nagy-Britannia | 23,89   | Dirk Vandenhirtz · Németország | 24,31   | Miloš Milošević · Horvátország    | 24,49   |
| 100 m-es vegyesúszás     | Jani Sievinen · Finnország   | 53,78   | Antti Kasvio · Finnország      | 54,93   | Indrek Sei · Észtország           | 55,85   |
| 4 × 50 m-es gyorsváltó   | Svédország                   | 1:27,94 | Németország                    | 1:28,14 | Oroszország                       | 1:29,99 |
| 4 × 50 m-es vegyes váltó | Finnország                   | 1:38,10 | Svédország                     | 1:38,16 | Oroszország                       | 1:38,59 |

### Női
| Versenyszám              | Arany                               | Arany      | Ezüst                            | Ezüst   | Bronz                         | Bronz   |
| ------------------------ | ----------------------------------- | ---------- | -------------------------------- | ------- | ----------------------------- | ------- |
| 50 m-es gyorsúszás       | Franziska van Almsick · Németország | 24,95      | Simone Osygus · Németország      | 25,42   | Annette Hadding · Németország | 25,75   |
| 50 m-es hátúszás         | Sandra Völker · Németország         | 28,57      | Nina Zhivanevskaya · Oroszország | 28,66   | Anja Eichhorst · Németország  | 28,95   |
| 50 m-es mellúszás        | Louise Karlsson · Svédország        | 31,19 ER   | Peggy Hartung · Németország      | 31,55   | Alicja Pęczak · Lengyelország | 31,73   |
| 50 m-es pillangóúszás    | Louise Karlsson · Svédország        | 27,28      | Inge de Bruijn · Hollandia       | 27,57   | Susanne Müller · Németország  | 27,80   |
| 100 m-es vegyesúszás     | Louise Karlsson · Svédország        | 1:01,03 ER | Daniela Hunger · Németország     | 1:01,95 | Alicja Pęczak · Lengyelország | 1:02,76 |
| 4 × 50 m-es gyorsváltó   | Németország                         | 1:40,63    | Svédország                       | 1:41,65 | Oroszország                   | 1:43,73 |
| 4 × 50 m-es vegyes váltó | Németország                         | 1:52,44    | Svédország                       | 1:52,60 | Oroszország                   | 1:55,97 |